# Microcachrys
Microcachrys tetragona es una especies de conífera caducifolia perteneciente a la familia (Podocarpaceae). Es la única especie del género Microcachrys. La planta es originaria del oeste de Tasmania.

## Descripción
Es un arbusto rastrero que alcanza  1 m de altura. Sus hojas  son  escamas, dispuestas (inusualmente para la familia Podocarpaceae) en pares opuestos, superficialmente se parece a las de Diselma archeri (Cupressaceae). Comparte el nombre común de creeping pine con varias otras plantas.